# Sen no Rikyū
Sen no Rikyū (千利休 (Thiên Lợi Hưu) 1522 - 21 tháng 4, 1591, còn gọi là Sen Rikyū) được coi là một nhân vật lịch sử có ảnh hưởng sâu sắc đến chanoyu, trà đạo Nhật Bản, đặc biệt là truyền thống wabi-cha. Ông cũng là người đầu tiên nhấn mạnh đến một số khía cạnh quan trọng của buổi lễ, bao gồm sự giản dị mộc mạc, sự tiếp cận trực tiếp và sự trung thực của bản thân. Khởi nguồn từ thời kỳ Sengoku và Azuchi–Momoyama, những khía cạnh này của nghi thức trà vẫn còn tồn tại đến nay. Ông có rất nhiều tên gọi; để thuận tiện, bài viết này sẽ gọi ông là Rikyū, đây cũng là tên thường gọi nhất của ông.
Có ba iemoto (sōke), hay các "gia tộc trưởng", của trà đạo Nhật Bản, trực tiếp là hậu duệ của Rikyū: Urasenke, Omotesenke và Mushanokōjisenke, cả ba đều nguyện chuyển tiếp những lời dạy của người sáng lập chung của các gia tộc, Rikyū.

## Thời trẻ tuổi
Rikyū sinh tại Sakai, nay thuộc Osaka. Cha ông là chủ nhà kho tên là Tanaka Yōhei (田中与兵衛／田中與兵衞 (Điền Trung Dư Binh Vệ)), sau này cũng dùng tên họ là Sen, và mẹ ông tên là Gesshin Myōchin (月岑妙珎 (Nguyệt Sầm Diệu Trân)). Tên thuở nhỏ của ông là Yoshiro.
Khi còn trẻ, Rikyū học trà đạo với một người ở Sakai tên là Kitamuki Dōchin (1504–62), vào năm 19 tuổi, thông qua sự giới thiệu của Dōchin, ông bắt đầu học về trà dưới sự hướng dẫn của Takeno Jōō, người cũng liên quan đến sự phát triển của thẩm mỹ wabi trong trà đạo. Ông được cho là có pháp danh Sōeki (宗易 (Tôn Dị)) do thầy tu Thiền tông dòng Rinzai (Lâm Tế) là Dairin Sōtō (1480–1568) ở chùa Nanshuji tại Sakai. 19 tuổi, ông bắt đầu học trà đạo với Takeno Jōō, người cũng góp công trong việc phát triển nguyên tắc thẩm mỹ wabi trong trà đạo. Ông cưới một phụ nữ có tên là Hōshin Myōju (m. 1577) vào khoảng năm 21 tuổi. Rikyū cũng đã từng trải qua thời gian tu tập Thiền tông tại chùa Daitoku-ji ở Kyoto. Cho tới khi ông nhận chức vụ trà sư, người ta không biết nhiều về những năm tháng tiếp theo trong cuộc đời của ông.

## Những năm sau này
Năm 58 tuổi, Rikyū trở thành trà sư cho Oda Nobunaga và, sau khi Oda chết thì cho Toyotomi Hideyoshi. Năm 1585, tại lễ dâng trà của Hideyoshi cho Nhật Hoàng Ogimachi tại cung điện Hoàng gia, Nhật Hoàng đã ban cho ông pháp Kōji. Ông là một sủng thần quan trọng của Hideyoshi, người đã tặng ông một vùng đất lớn năm 1573, và chủ trì một lễ trà đạo lớn và quan trọng do Hideyoshi tổ chức tại Kitano Tenman-gū năm 1587.
Trong những năm tháng cuối đời, Rikyū bắt đầu sử dụng những phòng thưởng trà rất nhỏ nhắn và mộc mạc như phòng thưởng trà chỉ rộng có hai chiếu tatami tên là Taian, ngày nay vẫn còn ở đền Myokian ở Yamazaki, ngoại ô Kyoto. Phòng thưởng trà này đã được tuyên bố là báu vật quốc gia. Ông cũng phát triển nhiều dụng cụ dùng cho trà đạo, bao gồm bình hoa, muỗng xúc trà, và nắp tre, vẫn được sử dụng cho đến ngày nay trong nghệ thuật trà đạo.
Ông là người đi tiên phong trong việc dùng bát uống trà (chawan) dòng Raku, và thích sử dụng các đồ dùng đơn giản, mộc mạc của Nhật, thay vì những đồ dùng Trung Quốc đắt tiền vẫn thịnh hành khi đó. Mặc dù không phải là người đề xướng triết lý wabi-sabi, cho rằng cái đẹp nằm trong sự giản dị. Rikyū là một trong số những người góp công truyền bá, phát triển, và đưa nó vào trong nghệ thuật trà đạo. Ông là người đã sáng tạo ra một hình thức trà đạo hoàn toàn mới sử dụng những dụng cụ và bối cảnh xung quanh đơn giản, và chính thức đưa các dụng cụ này cùng tư tưởng và những lời huấn thị của ông vào các trường dạy trà đạo gọi là Senke-ryū (千家流 "Trà đạo dòng Sen"). Hai trong số các môn đồ của ông là Nanbo Sōkei và Yamanoue Sōji đã viết lại những lời dạy của Rikyū.
Rikyū cũng làm thơ và luyện tập nghệ thuật cắm hoa ikebana.

## Cái chết
Mặc dù Rikyū đã là một trong những người đáng tin cậy nhất của Hideyoshi, vì những sự khác biệt quá lớn trong tư tưởng và vì vài lý do khác, Hideyoshi đã ra lệnh cho ông phải mổ bụng tự sát. Ông tự sát tại dinh thự Jurakudai của Hideyoshi tại Kyoto vào 28 tháng 2, 1591, ở tuổi bảy mươi. Người ta nói rằng khi Hideyoshi xây tòa lâu đài xa hoa Fushimi năm sau đó, ông nói rằng ông muốn công trình và những họa tiết trang trí này sẽ làm vui lòng Rikyū. Ông có tiếng là dễ cáu kỉnh, và người ta cho rằng ông đã thực sự hối hận vì đã ra lệnh cho Rikyū phải tự sát.
Theo Okakura Kakuzo trong Trà thư, công việc cuối cùng của ông là tổ chức một lễ trà đạo tinh tế. Sau khi tiếp khách xong, ông đưa cho họ xem các trà cụ của mình, cùng với kakemono tinh vi, mà Okakura đã tả lại là "tuyệt bút của một vị thiền sư thời xưa về sự phù du của vạn vật." Rikyū tặng mỗi vị khách một loại trà cụ làm kỷ niệm, trừ bát uống trà, mà ông đập vỡ nó, thốt lên rằng "Chẳng bao giờ chiếc cốc này, vốn đã bị đôi môi bất hạnh làm hoen ố, còn được ai dùng nữa." Khi khách khứa đã ra về, một người ở lại để chứng kiến cái chết của Rikyū. Những chữ cuối cùng của Rikyū, ông viết thành bài thơ "Bảo kiếm (宝剣)" về con dao găm ông đã dùng để lấy đi mạng sống chính mình.
Mộ của Rikyū nay nằm ở đền Jukoin ở Daitokuji tại Kyoto; pháp danh sau khi qua đời của ông là Fushin'an Rikyu Soeki Koji. Đài tưởng niệm Rikyū vẫn được các trường dạy trà đạo Nhật Bản coi sóc hàng năm. Lễ tưởng niệm của trường Urasenke diễn ra vào ngày 28 tháng 3 hàng năm.

## Link liên quan
- Sen no Rikyū tại Find a Grave